# Al-Hayyach ibn Yúsuf

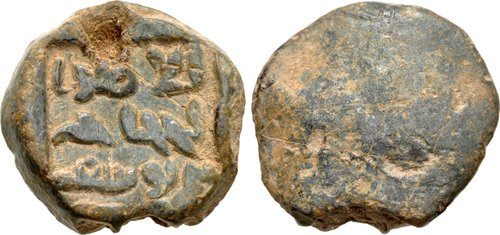
Sello de al-Hayyach ibn Yúsuf.

Abū Muḥammad al-Ḥaŷŷāŷ ibn Yūsuf ibn al-Ḥakam ibn ʿAqīl al-Ṯaqafī (en árabe: أبو محمد الحجاج بن يوسف بن الحكم بن عقيل الثقفي من عقفي, al-Ḥaŷŷāŷ ibn Yūsuf), más conocido como al-Hayyach ibn Yúsuf (Taif, junio de 661-Wasit, 714) fue un general árabe, quizás el más importante al servicio de los primeros califas omeyas. Comenzó su servicio con los omeyas bajo el califa Abd al-Málik (r. 685-705), quien lo promovió como jefe de las shurta (fuerzas de seguridad) del califa, gobernador del Hiyaz (Arabia occidental) entre 692 y 694 y como virrey práctico de una provincia iraquí unificada y las partes orientales del Califato en 694. Al-Hayyach mantuvo esta posición durante el mandato del hijo y sucesor de Abd al-Málik, al-Walid I (r. 705-715), cuya toma de decisiones estuvo ampliamente influenciada por al-Hayyach, hasta su muerte en 714.
Hayyach ganó prominencia en las varias operaciones militares de los omeyas contra Abdallah ibn al-Zubayr, derrotándolo finalmente. Ibn al-Zubayr se había declarado a sí mismo califa, oponiéndose de este modo a la dinastía omeya, y ocupado La Meca. Más tarde fue enviado por los omeyas a pacificar Irak, donde fue gobernador durante veinte años. Al tiempo hábil estratega experto y administrador, logró expandir el territorio del islam hacia la India y Asia Central, pero se labró mala reputación por su crueldad. No obstante, su figura ha sido muy controvertida, pues por otra parte era visto como un estadista extremadamente capaz, de carácter honesto y austero, aunque también duro y exigente, temido por sus contemporáneos; fue una figura muy perseguida y denigrada por los posteriores escritores proabasíes. A él se le debe gran parte de la reconstrucción de la Kaaba después de la reconquista de La Meca, ocupada por Ibn al-Zubayr, y la introducción del sistema de signos vocálicos tomados prestados del siríaco (el llamado harakat) y de las distintas puntuaciones de homógrafos del alfabeto árabe, para hacer la lectura del Corán más clara y segura.
Como gobernador de Irak y el este, al-Hayyach instituyó reformas clave. Entre ellas, la acuñación de dírhams de plata con epítetos religiosos estrictamente musulmanes en lugar del diseño tradicional sasánida preislámico de las monedas, el cambio del lenguaje del diván (burocracia) de Irak del persa al árabe, y la introducción de una versión uniforme del Corán. Para reactivar la producción agrícola y aumentar los ingresos fiscales, al-Hayyach expulsó a los conversos musulmanes no árabes de las ciudades-guarniciones (amṣar) de Kufa y Basora a sus aldeas rurales de origen y les cobró la yizia (impuesto de capitación) nominalmente reservado para súbditos no musulmanes, y supervisó proyectos de excavación de canales a gran escala. En 701, al-Hayyach, con refuerzos de Siria, aplastó una inmensa rebelión dirigida por el noble árabe kufano Ibn al-Ashaz, cuyas filas incluían tropas árabes, conversos musulmanes y élites religiosas de Irak. Al-Hayyach reforzó aún más el control sobre la provincia y fundó la ciudad de Wasit para albergar a los leales tropas de las que dependería en adelante para hacer cumplir su gobierno. Un estadista altamente capaz aunque despiadado, de carácter estricto, un maestro severo y exigente, al-Hayyach era ampliamente temido por sus contemporáneos y se convirtió en una figura profundamente controvertida y un objeto de profunda enemistad arraigada entre los escritores posteriores, pro-abasíes, que le atribuyeron persecuciones y ejecuciones en masa.

## Origen y carrera
Al-Hayyach nació alrededor de 661 en la ciudad de Taif en el Hiyaz. Pertenecía al clan de Abu Aqil, [3] llamado así por el bisabuelo paterno de Al-Hayyach. [4] El clan era parte de la rama Banu Awf de la tribu Thaqif. [3] Miembros de los Thaqif alcanzaron altos rangos militares y administrativos en el califato naciente y desempeñaron importantes roles económicos y de mando durante y después de las primeras conquistas musulmanas, particularmente en Irak. [5] La influencia política de la tribu continuó creciendo con el advenimiento del Califato Omeya en 661. [3] El linaje de Al-Hayyach no era particularmente notable: la familia Abu Aqil era pobre y sus miembros habían trabajado como constructores y cargadores de piedra. Su madre, al-Fari'a, se había sido casado y divorciado de al-Mughira ibn Shu'ba, un miembro de los Thaqif que fue nombrado gobernador de Kufa por el primer califa omeya, Muawiya I (r. 661-680). [2] De niño, Al-Hayyach adquirió el apodo de Kulayb ("perrito"), que se usó más tarde contra él de manera burlona. [6] Sus años de vida anteriores son poco conocidos, excepto por haber sido maestro de escuela en su ciudad natal, otra fuente de burla usada por sus enemigos, donde enseñaba a sus alumnos a copiar y recitar el Corán. [7] Su padre Yúsuf ibn al-Hákam y su hermano mayor Muhámmad también eran maestros en Taif. [7]
Después de un período corto e indeterminado, Al-Hayyach y su padre dejaron sus trabajos de docentes y empezaron el servicio militar bajo el califa Yazid I (r. 680-683), quien enfrentaba una creciente oposición a su gobierno en el Hiyaz. [8] Participó en la Segunda Guerra Civil Musulmana, luchando en las batallas de al-Harra (682) y de al-Rabadha (684) —ambas cerca de Medina— pero sin distinguirse particularmente. [6] Al-Hayyach luchó en la brigada de Hubaysh ibn Dulja al-Qayni que huyó del campo de batalla en al-Harra, donde un ejército sirio enviado por Yazid derrotó a los defensores locales de Medina que habían rechazado la autoridad del califa. [9] Según los versos registrados en el Kitab al-aghani, Al-Hayyach lo admitía: "Me puse en fuga ... pero luego, compensé mi falta renovando el ataque. Pues un jeque huye solo una vez". [9] Él y su padre fueron unos de los pocos que sobrevivieron a la batalla en al-Rabadha, donde el veterano comandante omeya de la expedición, Hubaysh ibn Dulja al-Qayni, fue dado de baja por las fuerzas de combate leales al califa anti-omeya Abd Allah ibn al-Zubayr, que se había radicado en La Meca. [10] El primer cargo público de Al-Hayyach, como gobernador de Tabala en la región de Tihama, 240 kilómetros al sur de Taif, no fue notorio. [6] Al-Hayyach abandonó la posición, considerándola por debajo de sus ambiciones. [11] Un proverbio árabe se desarrolló después a partir de esta anécdota: ahwan ʿala Al-Hayyach min Tabala ("insignificante como Tabala para Al-Hayyach"). [11]
Poco después de que Abd al-Málik ibn Marwán (r. 685-705) ascendiera al califato, Al-Hayyach abandonó su ciudad natal y se dirigió a la capital omeya, Damasco, donde ingresó en las fuerzas de seguridad (shurta) del califa. [6] [a] El comandante de la shurta, el principal consejero del califa Rawh ibn Zinba al-Judhami, quedó impresionado con las capacidades militares y el pensamiento de Al-Hayyach. [14] Por recomendación de Rawh, Abd al-Málik nombró a Al-Hayyach para demostrar la autoridad del califa sobre un gran ejército que se movilizó para llevar a cabo una expedición contra el gobernante zubayrí de Irak, el hermano de Ibn al-Zubayr, Mu'sab, en 689/90. [15] El califa quedó satisfecho con la rapidez y eficiencia con que Al-Hayyach restauró la disciplina durante un motín de las tropas. [6] Durante el asedio de Abd al-Málik al líder rebelde de las tribus Qais de la Mesopotamia superior, Zufar ibn al-Harith al-Kilabi, en Circesium (al-Qariqisiya) en el verano de 691, al-Hayyach fue enviado como emisario del califa junto con el teólogo Raja ibn Haywa para negociar una reconciliación con Zufar. [16]
Como resultado de su éxito en reprimir las tropas amotinadas del califa, Abd al-Málik encomendó a Al-Hayyach el mando de la retaguardia del ejército. [6] Logró nuevas hazañas de valor, de modo que después de la derrota de Mus'ab en la batalla de Maskin, Abd al-Málik le encomendó someter a Ibn al-Zubayr en La Meca. [6] A finales de 691 partió de Kufa al frente de 2000 guerreros sirios. [6] Tras apoderarse de Taif sin oposición, se detuvo allí, ya que Abd al-Málik le había encargado que tratara de asegurar la capitulación de Ibn al-Zubayr por medios diplomáticos, de ser posible, y evitar el derramamiento de sangre en La Meca. [6] Ibn al-Zubayr rechazó las ofertas omeyas, y al-Hayyach, después de recibir refuerzos y el permiso del Califa, se trasladó a atacar La Meca. [6] Las tropas omeyas bombardearon la ciudad con catapultas desde el monte Abu Qubays, sin ceder ni siquiera durante el Hach; ni siquiera la Kaaba se salvó, a pesar de la presencia de los peregrinos reunidos. Cuando estalló una tormenta repentina, que sus soldados interpretaron como ira divina, logró reunirlos y convencerlos de que era en realidad una señal de victoria. Finalmente, en octubre de 692, después de siete meses de asedio y de la deserción de varios miles de sus partidarios, incluidos dos de sus hijos, Ibn al-Zubayr murió en batalla junto a sus últimos seguidores leales, luchando alrededor de la Kaaba. [6]
Como recompensa, Abd al-Málik le otorgó a al-Hayyach el cargo de gobernador del Hiyaz, Yemen y al-Yamama. Como gobernador, al-Hayyach lideró el hach en persona en los años 73 y 74 d. C. (693 y 694 d. C.), y restauró la Kaaba a la forma y dimensiones que tenía originalmente, rechazando las alteraciones hechas por Ibn al-Zubayr después del primer asedio omeya en 683. Al-Hayyach pudo restaurar la paz en el Hiyaz, pero su severidad ocasionó frecuentes intervenciones personales del Califa. [6]